# Appio Latino Metronio Associazione Sportiva
L'Appio Latino Metronio Associazione Sportiva, comunemente detta Almas, è una società calcistica di Roma.
Milita in prima categoria, settima serie del campionato italiano di calcio.

## Storia
La società è stata fondata con il nome di A.L.M.A.S. (acronimo di Appio Latino Metronio Associazione Sportiva) nel 1944 da un gruppo di commercianti del quartiere Appio-Latino amanti dello sport, capitanati dal ragioniere Aldo Assorati e dall'ex calciatore della Lazio Marcello Manciati (che decisero i colori sociali bianco-verde simili a quelli della società di calcio scozzese Celtic), ottenne un deciso rafforzamento nel 1946 inglobando la storica squadra della Juve Roma e partecipando alla Lega Interregionale Centro di Serie C. 
L'ALMAS ha conosciuto il suo periodo migliore verso la fine degli anni 1970 quando ha militato per quattro stagioni consecutive nel campionato di Serie C2, con un 9º posto al primo anno, massimo risultato della società. Nel 1969 con Naim Krieziu (ex calciatore della Roma del primo scudetto del 1942) come allenatore, vince una Coppa Italia Dilettanti e una lanciando poi negli anni successivi talenti come Vincenzo D'Amico (Lazio), Giuseppe Giannini (Roma), Giancarlo Galdiolo (Fiorentina), Giancarlo Oddi (Lazio), Giampiero Pinzi (Udinese), Lorenzo Pellegrini (Roma) e molti altri.
Dal 1991-1992 milita costantemente nei principali tornei regionali del Lazio alternando stagioni positive ad altre culminate con retrocessioni prontamente seguite da immediata risalita nella categoria superiore. Al termine della stagione 2021-2022 il club retrocede in Prima Categoria.

## Campionati disputati
In 76 stagioni sportive a partire dall'incardinamento nel sistema della FIGC nel 1945:
- 27 campionati nazionali
- 49 campionati regionali

### Partecipazione ai campionati
| Categoria | Categoria                 | Partecipazioni | Debutto   | Ultima stagione | Totale |
| --------- | ------------------------- | -------------- | --------- | --------------- | ------ |
| III       | Serie C                   | 2              | 1946-1947 | 1947-1948       | 2      |
| IV        | Promozione                | 3              | 1948-1949 | 1950-1951       | 16     |
| IV        | Serie D                   | 9              | 1969-1970 | 1977-1978       | 16     |
| IV        | Serie C2                  | 4              | 1978-1979 | 1981-1982       | 16     |
| V         | Campionato Interregionale | 9              | 1982-1983 | 1990-1991       | 9      |

### Campionati regionali
| Categoria | Categoria             | Partecipazioni | Debutto   | Ultima stagione | Totale |
| --------- | --------------------- | -------------- | --------- | --------------- | ------ |
| I         | Prima Divisione       | 2              | 1945-1946 | 1951-1952       | 37     |
| I         | Promozione            | 4              | 1952-1953 | 1968-1969       | 37     |
| I         | Campionato Dilettanti | 2              | 1957-1958 | 1958-1959       | 37     |
| I         | Prima Categoria       | 9              | 1959-1960 | 1967-1968       | 37     |
| I         | Eccellenza            | 20             | 1991-1992 | 2018-2019       | 37     |
| II        | Prima Divisione       | 2              | 1955-1956 | 1956-1957       | 13     |
| II        | Promozione            | 11             | 1992-1993 | 2021-2022       | 13     |
| III       | Prima Categoria       | 3              | 2022-2023 | 2024-2025       | 3      |

## Stadio
L'Almas Roma disputa le sue partite interne presso lo "Stadio S. Anna".
L'impianto presenta le seguenti caratteristiche:
- Posti totali: 840 su un'unica tribuna scoperta
- Larghezza campo: 66,00 m
- Lunghezza campo: 107,00 m
- Fondo: Erba

Temporaneamente inagibile lo "Stadio S. Anna" per ristrutturazione, nella stagione 2013-2014, la prima squadra, militante in promozione, e la Juniores hanno disputano le proprie partite al "Massimiliano Catena", sito in Via di Centocelle e di proprietà dell'Atletico 2000 Calcio.
Dalla stagione 2014-2015, l'Almas Roma disputa le sue partite interne presso lo Stadio Comunale "Arnaldo Fuso" di Ciampino (Roma) con le seguenti caratteristiche:
- Posti totali: 1.000
- Larghezza campo: 66,00 m
- Lunghezza campo: 107,00 m
- Fondo: Sintex
- Copertura campo: Scoperto

## Palmarès

### Competizioni internazionali
- Coppa Ottorino Barassi: 1

1969 (Runner Up)

### Competizioni nazionali
- Serie D: 1

1977-1978 (girone F)
- Coppa Italia Dilettanti: 1

1968-1969

### Competizioni regionali
- Promozione: 2

1968-1969 (girone A), 2000-2001 (girone A)
- Prima Divisione Lazio: 1

1945-1946 (girone C)

### Competizioni giovanili
- Campionato Nazionale Under-17 Dilettanti: 1

1984-1985
- Campione d'Italia Giovanissimi: 1

1984-1985
- Campione Regionale Juniores: 2

2001-2002, 2002-2003
- Coppa Lazio Juniores (trofeo Elio Tortora): 1

2010-2011
- Torneo Beppe Viola: 1

1989
- Campione Regionale Allievi Elite: 3

1984-1985, 1987-1988, 1988-1989
- Campione Regionale Giovanissimi Elite: 2

1984-1985, 1989-1990

### Altri piazzamenti
- Serie D:

Terzo posto: 1970-1971 (girone E)
- Prima Divisione:

Terzo posto: 1951-1952 (girone C)
- Coppa Italia Semiprofessionisti:

Semifinalista: 1978-1979